# ستيف فاغنر (لاعب هوكي الحقل)
ستيف فاغنر (بالإنجليزية: Steve Wagner) هو لاعب هوكي الحقل أمريكي، ولد في 5 نوفمبر 1967.

## وصلات خارجية
- ستيف فاغنر على موقع أوليمبيديا (الإنجليزية)